# Zwei wie wir
Zwei wie wir … und die Eltern wissen von nichts (en alemany Dos com nosaltres ... i els pares no en saben res) és una pel·lícula alemanya del 1966 sobre una jove que pateix tot tipus d'obstacles per assolir la felicitat, dirigida per Karl Hamrun i interpretada per Susanne Beck i Thomas Piper.

## Sinopsi
Trixi Felten és una noia molt jove que va créixer en una casa benestant però estricta. Un dia es dirigeix a buscar el seu amic a Hamburg. A St. Pauli coneix al lladre i artista Hardy, tan diferent d'ella: Sense lligams, lliure i poc convencional en tots els sentits. Ella el segueix a les seves golfes, s'hi uneix, i sense dir-se paraula, Trixi i Hardy s'enamoren.
Però encara hi ha l'amic, i Trixi ara ha d'aclarir la seva relació amb ell. Finalment, el troba de nou, i ell sospita que Trixi ja fa temps que se sent atreta per un altre. Ell deixa Trixi. Trixi i Hardy ara poden estar junts, però el món adult té, òbviament, alguna cosa en contra i ara comença a dificultar-los. Els pares de Trixi no estan disposats a acceptar el nou noi, l'"inadaptat" i el "lladre de dia" com a qui és considerat el gendre.

## Repartiment
- Susanne Beck: Trixi
- Thomas Piper: Hardy
- Hartwig Schindowsky: Peter
- Max Eckard: Herr Brandt
- Konrad Georg: Dr. Felten
- Angelika Feldmann: la seva esposa
- Walter Jokisch: Director Walter
- Maria Paudler: la seva esposa
- Jürgen Pooch: Harald Walter, beider Sohn
- Benno Gellenbeck: Herr Müller
- Andrea Grosske: la seva esposa
- Hanns Gosslar: Herr Matzke
- Eva Fiebig: la seva esposa
- Sybille Bohn: Hilde Matzke
- Annelies Schmiedel: Frl. Liesegang
- Liselotte Willführ: Frl. Kamphausen
- Marquard Bohm

## Producció
Zwei wie wir … und die Eltern wissen von nichts, el primer i únic llargmetratge d'un cineasta de documentals, es va fer a Hamburg la segona meitat del 1965 i es va estrenar el 24 de novembre de 1966 a Hannover. Fou exhibida en la secció oficial del Festival Internacional de Cinema de Sant Sebastià 1967.

## Crítica
El Lexikon des internationalen Films va assenyalar que la pel·lícula era "per comprendre la jove generació", "però amb seus tòpics i diàlegs en paper no són convincents duts a la pantalla".